# Palacios de la Sierra
Palacios de la Sierra – gmina w Hiszpanii, w prowincji Burgos, w Kastylii i León, o powierzchni 70,4 km². W 2011 roku gmina liczyła 791 mieszkańców.